# Jacek Mulak
Jacek Wojciech Mulak (ur. 25 sierpnia 1939 w Krakowie) – polski chemik, profesor nauk chemicznych, pracownik Instytutu Niskich Temperatur i Badań Strukturalnych PAN, w latach 80. jeden z szefów Inicjatywy Wydawniczej Aspekt, członek redakcji pisma „Obecność”.

## Życiorys
W 1962 ukończył studia na Wydziale Chemii Politechniki Wrocławskiej, w 1968 studia na Wydziale Matematyki Uniwersytetu Wrocławskiego. Od 1966 był pracownikiem Instytutu Niskich Temperatur i Badań Strukturalnych PAN, tam w 1969 obronił pracę doktorską Własności magnetyczne jonów Co2+, Ni2+ i V4+ w solach krystalicznych i stopionych napisaną pod kierunkiem Włodzimierza Trzebiatowskiego, w 1980 otrzymał stopień doktora habilitowanego z zakresu fizyki, w 1992 tytuł profesora nauk chemicznych. W swoich badaniach zajmował się fizykochemią ciała stałego, w tym własnościami magnetycznymi ciał stałych.
Od sierpnia 1982 był członkiem redakcji podziemnego pisma NIE, wydawanego przez Solidarność INTIBS PAN. W 1983 razem z Krzysztofem Hoffmanem założył podziemne wydawnictwo o nazwie Inicjatywa Wydawnicza Aspekt, które m.in. wydawało pismo „Obecność”. Od nr 4 był członkiem redakcji tego pisma (początkowo z Lotharem Herbstem i K. Hoffmannem, od nr 11 do nr 22 z K. Hoffmannem).